# Phaeogenes solers
Phaeogenes solers är en stekelart som beskrevs av Wesmael 1855. Phaeogenes solers ingår i släktet Phaeogenes och familjen brokparasitsteklar. Inga underarter finns listade i Catalogue of Life.